# Lyžařské středisko Čongson
Lyžařské středisko Čongson (korejsky 정선 알파인 경기장 – Čŏngsŏn alpchain kjŏnggidžang) je lyžařské středisko v Jižní Koreji. Je umístěno na hoře Kariwang v pohoří Tchebek. Ze správního hlediska spadá pod obec Pukpchjong v okrese Čongson v provincii Kangwon.
Bylo otevřeno 22. ledna 2016, jen dva týdny před tím, než se na něm konaly dva závody mužského světového poháru v alpském lyžování.
Na zimních olympijských hrách v roce 2018 se v lyžařském středisku Čongson odehrávaly některé závody alpského lyžování: sjezd, superobří slalom a kombinace. Slalom a obří slalom  proběhly v několik desítek kilometrů vzdáleném lyžařském středisku Jongpchjong.